# Haus Braganza

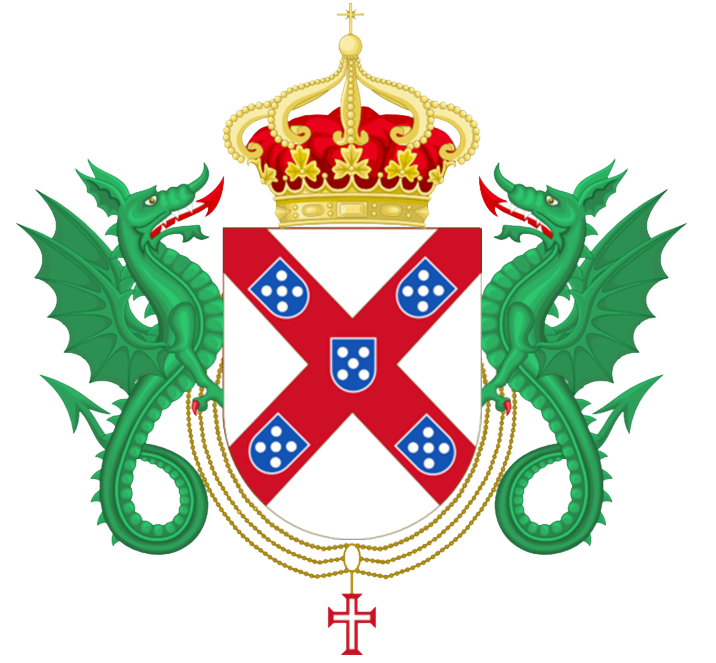
Wappen des Hauses Braganza als portugiesisches Königshaus

Das Haus Braganza (in portugiesischer Schreibweise Bragança) ist eine portugiesische Adelsfamilie, die von 1640 bis 1853 die Könige von Portugal und von 1822 bis 1889 auch die Kaiser von Brasilien stellte. Benannt ist die Familie nach der gleichnamigen Stadt in Nordportugal.

## Anfänge bis zur Thronbesteigung in Portugal

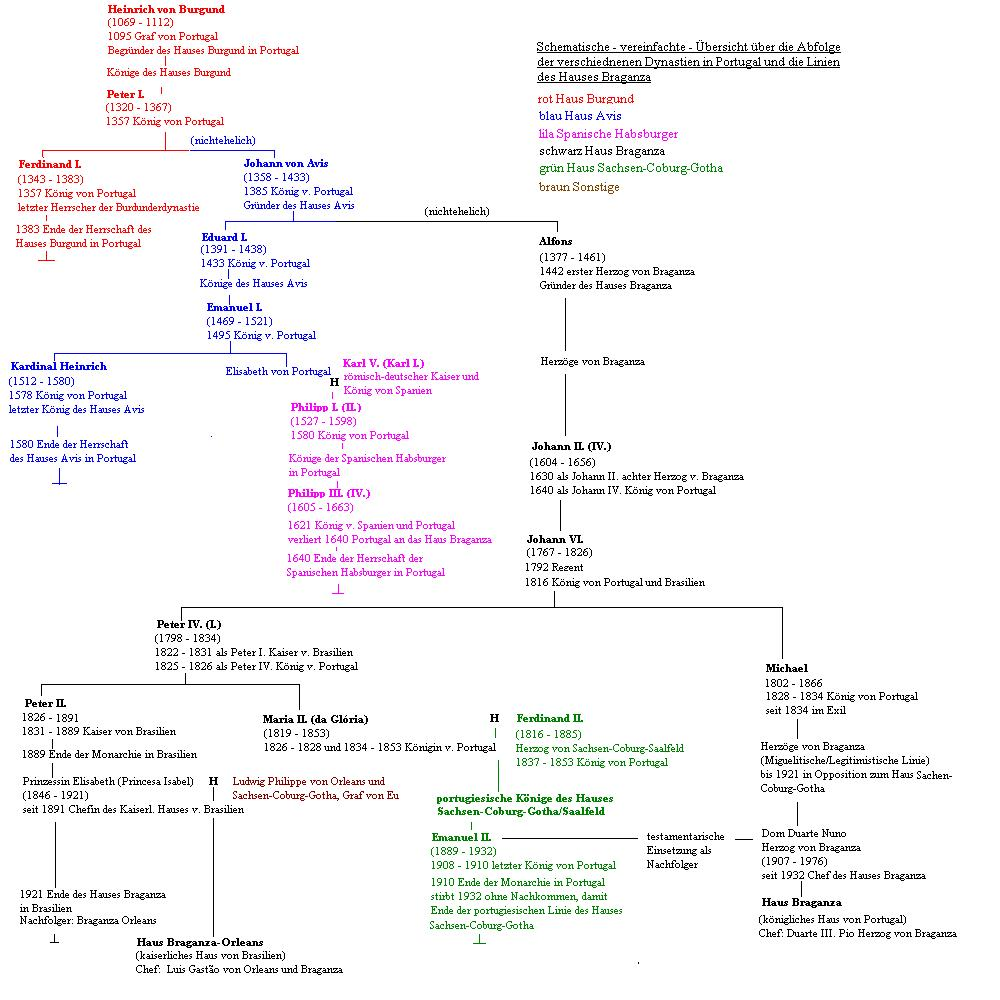
Schematische Darstellung der verschiedenen port. Dynastien und Linien des Hauses Braganza

1377 wurde Alfons von Braganza († 1461) als nichtehelicher Sohn König Johanns I. von Portugal, des Gründers des Hauses Avis, geboren. Zwar war er wegen seiner nichtehelichen Abkunft nicht zur Thronfolge berufen (nach dem Tod seines Vaters fiel die Krone an Alfons’ Halbbruder Eduard I. und die weiteren Könige des Hauses Avis), trotzdem stand er bei seinem Vater in hohen Ehren. 1401 heiratete er Beatriz, die Erbtochter des seligen Nuno Álvares Pereira, des Helden der Schlacht von Aljubarrota. Über sie erbte er große Ländereien. 1442 machte ihn Peter von Portugal, zum damaligen Zeitpunkt Regent des Königreiches, zum ersten Herzog von Braganza. Bei seinem Tod war das Haus Braganza bereits zu der nach der Königsfamilie mächtigsten Adelsdynastie Portugals aufgestiegen.

### Als Herzöge unter dem Haus Avis

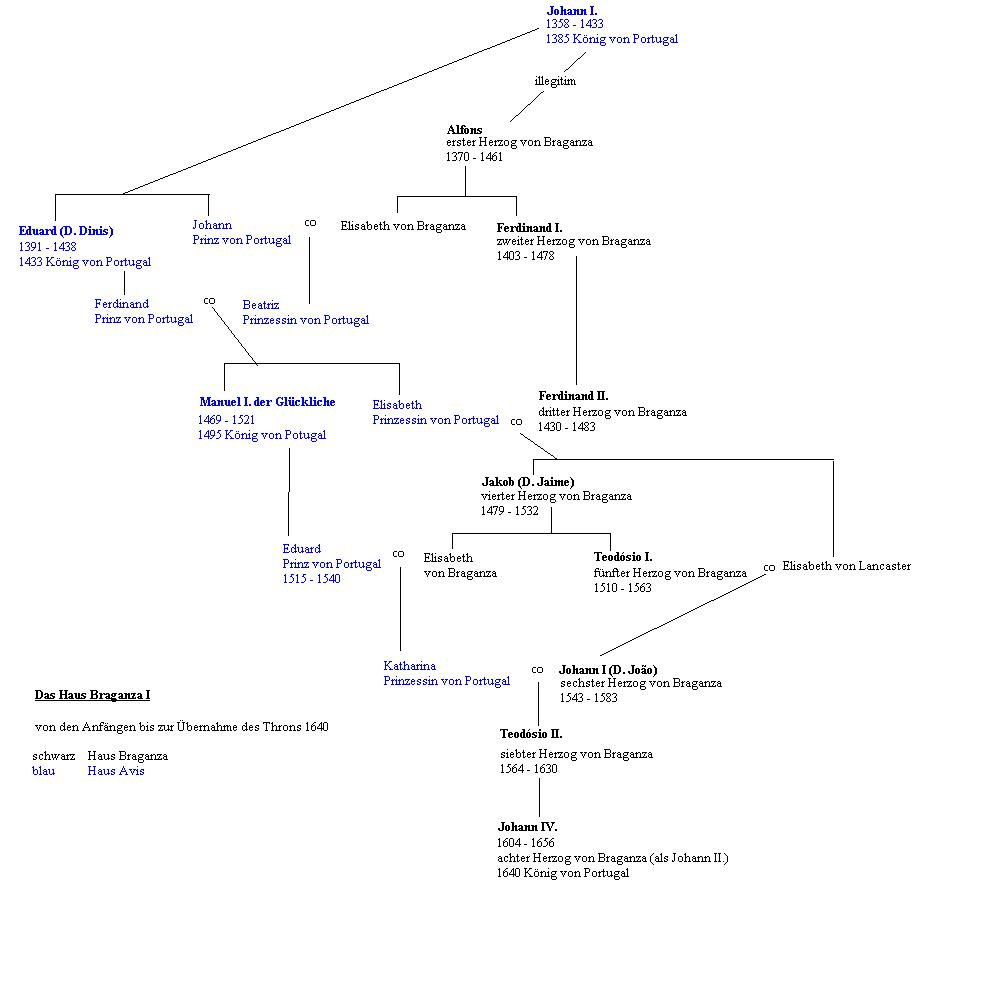
Stammtafel des Hauses Braganza – Von den Anfängen bis zur Übernahme des portugiesischen Throns

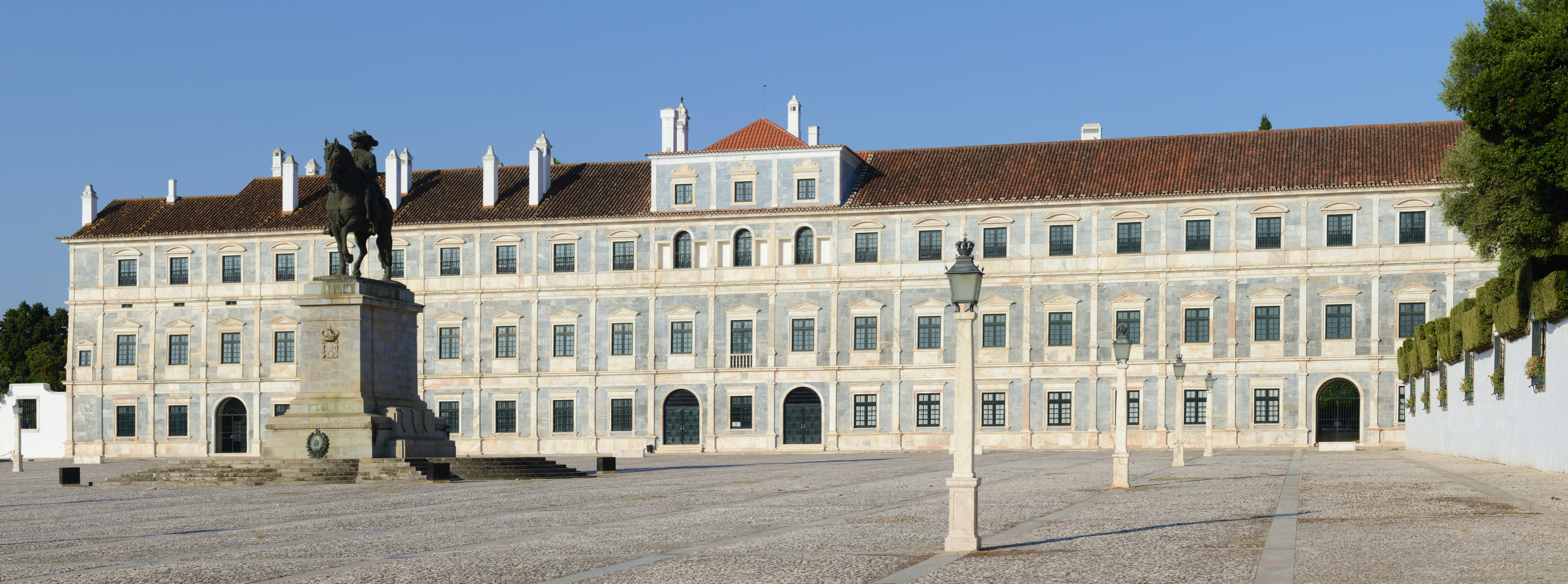
Palast in Vila Viçosa, ab 1500 Residenz der Herzöge von Braganza

Auch in den folgenden Generationen behielt das Haus Braganza seine große Nähe zum regierenden Hause Avis bei. Praktisch in jeder Generation kam es zu Eheschließungen zwischen beiden Familien. Trotzdem kam es unter Ferdinand II. (1430–1483), dem dritten Herzog von Braganza, zunächst zu einem tiefen Fall der Familie. In Portugal regierte seit 1481 König Johann II. Dieser versuchte, die Macht des Königshauses zu Lasten der großen Adelsfamilien auszudehnen. Diese Politik musste den König zwangsläufig in Gegensatz zum Herzog von Braganza bringen, der die mächtigste Adelsfamilie des Landes repräsentierte. Ferdinand opponierte gegen den König, er soll sich sogar mit dessen kastilischen Gegnern verbündet haben (historisch umstritten). Der König gewann den Machtkampf. Ferdinand wurde wegen Hochverrates verurteilt und 1483 in Évora enthauptet. Der Besitz des Hauses Braganza wurde zu Gunsten des Königshauses eingezogen. Der minderjährige Sohn und Erbe des Herzogs, Jakob (Jaime), musste das Land verlassen und ging ins kastilische Exil.
König Emanuel I. rehabilitierte das Haus Braganza und erstattete ihm seine Besitzungen zurück. Jakob kehrte daraufhin aus seinem kastilischen Exil zurück. Er wurde 1498 sogar zum Thronerben erklärt, weil Emanuel I. zu diesem Zeitpunkt noch keinen Erben hatte. 1502 wurde dem König dann aber doch ein Sohn geboren, der spätere König Johann III., so dass das Haus Braganza noch nicht den portugiesischen Thron besteigen konnte.
1580 starb mit Kardinal Heinrich der letzte portugiesische König aus dem Hause Avis. Johann I. (1543–1583), der sechste Herzog von Braganza, machte zwar für seine Frau Katharina, eine Enkeltochter Emanuels I., Thronansprüche geltend, konnte aber nicht verhindern, dass der Thron an die ebenfalls eng mit dem Hause Avis verwandten Spanischen Habsburger fiel. Der spanische König Philipp II. bestieg als Philipp I. auch den portugiesischen Thron.

### Unter den spanischen Habsburgern
Von 1580 bis 1640 wurde Portugal zusammen mit Spanien durch dessen Monarchen in Personalunion regiert. Die Herzöge von Braganza standen in dieser Zeit loyal zum jeweiligen spanisch/portugiesischen Monarchen. Im Gegenzug räumten diese den Herzögen große Freiheiten ein, so dass das Herzogtum Braganza fast wie eine autonome Einheit innerhalb Portugals regiert wurde.
Für Portugal selbst war die Regierung der spanischen Habsburger allerdings keine Wohltat. Während Philipp I. (II.) die dem Land zugesagte Autonomie noch respektierte, schränkten seine Nachfolger diese immer mehr ein, so dass Portugal de facto zu einer spanischen Kolonie wurde. Die spanische Großmacht, familiär eng an die österreichischen Verwandten gekettet, war in alle großen Kriege dieser Zeit verwickelt. Zum Habsburgisch-Französischen Gegensatz kamen die Probleme der österreichischen Habsburger mit den Osmanen und den protestantischen Reichsständen, die im Dreißigjährigen Krieg kulminierten. Um alle diese Kriege bezahlen zu können, besteuerten die spanischen Könige ihr Land stark; diese Steuern trafen natürlich auch Portugal. Auch hielten sich die europäischen Feinde der Spanier und der Habsburger, neben den Franzosen vor allem die Engländer und die Niederländer, an den portugiesischen Kolonien schadlos. Dies alles führte zu einer großen Unzufriedenheit in Portugal mit den spanischen Königen, die sich in mehreren Aufständen entlud.
1630 starb Theodosius II. und sein 1604 geborener Sohn wurde als Johann II. achter Herzog von Braganza. 1640 kam es in Portugal erneut zu einem Aufstand gegen die Spanier. Kardinal Richelieu, der alles tat, um die Habsburger zu schwächen, unterstützte den Aufstand und ermunterte Johann, sich an dessen Spitze zu stellen. Nach der Vertreibung von Herzogin Margarete von Mantua, der spanischen Statthalterin in Lissabon, riefen die Cortes ihn als Johann IV. zum neuen König von Portugal aus. In andere europäische Konflikte verwickelt, konnte Spanien zunächst nicht reagieren.

## Das Haus Braganza auf dem portugiesischen und dem brasilianischen Thron
Johann IV. konnte seine Herrschaft schnell gegen die Spanier konsolidieren. Seinem Nachfolger Alfons VI. gelang es durch seine Siege im Restaurationskrieg, spanische Ansprüche auf Portugal endgültig abzuwehren.

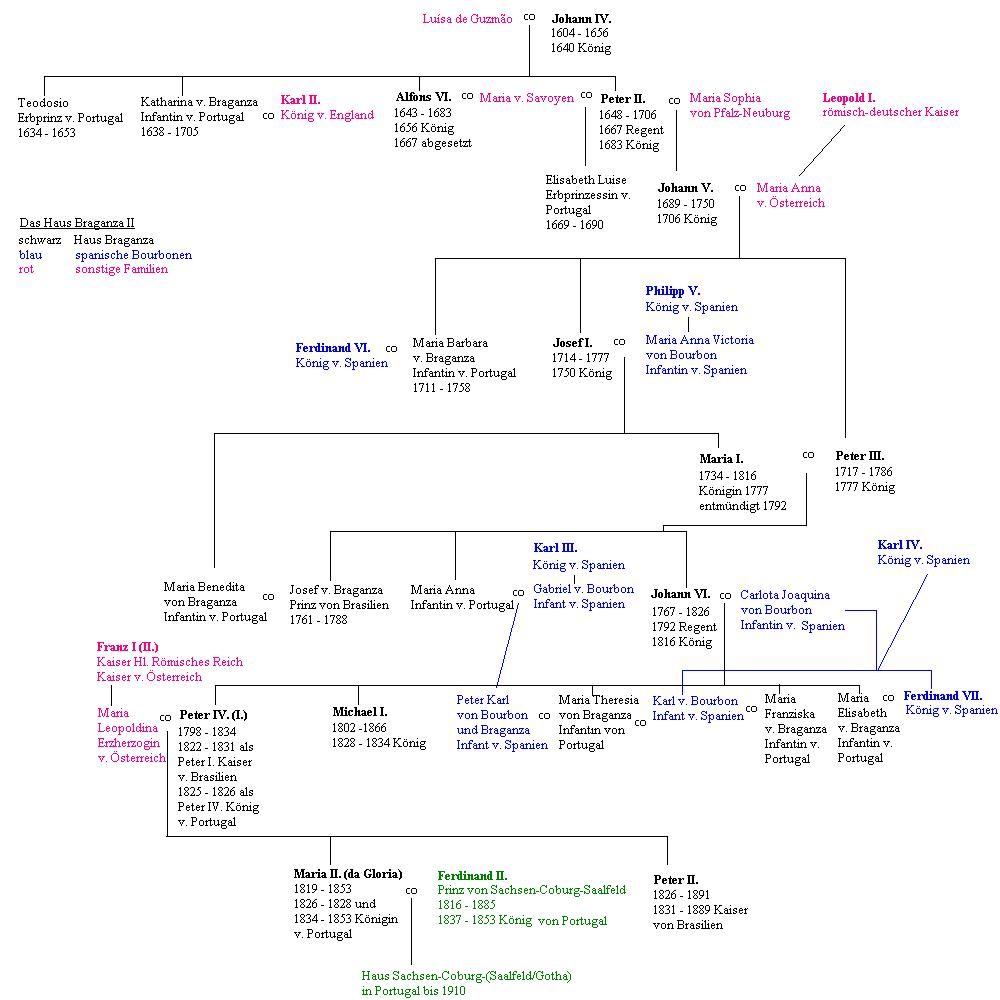
Stammtafel des Hauses Braganza II

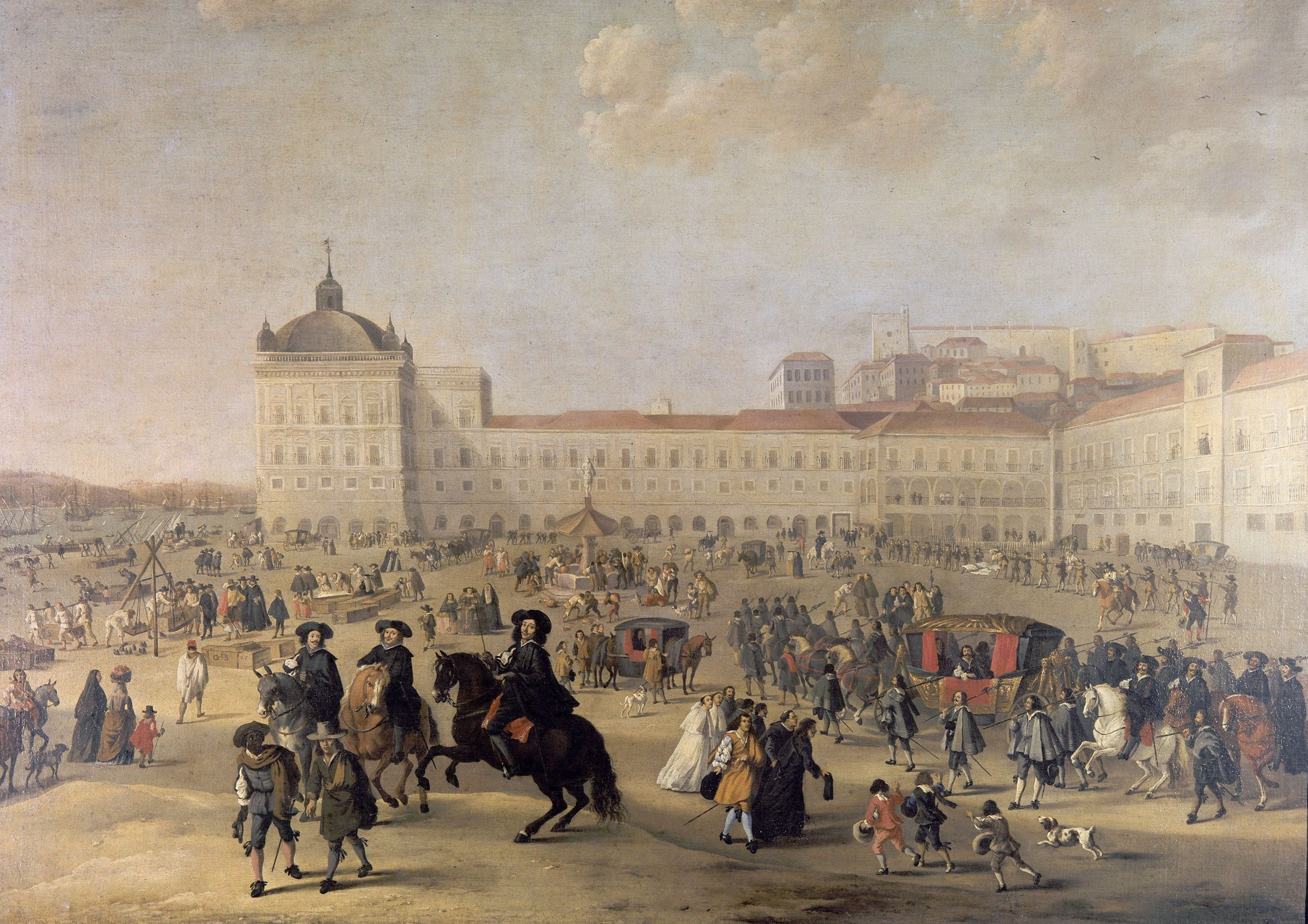
Königspalast Paço da Ribeira in Lissabon (zerstört im Erdbeben von 1755)

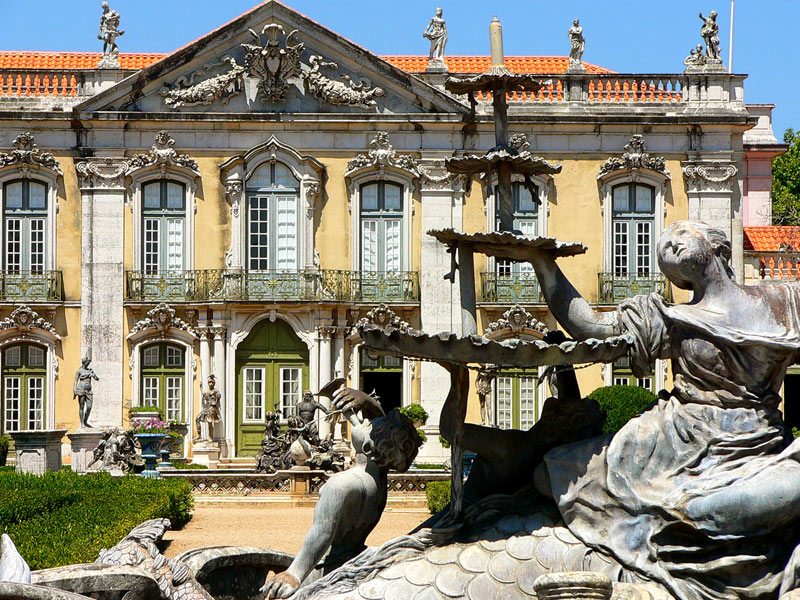
Palácio Real de Queluz

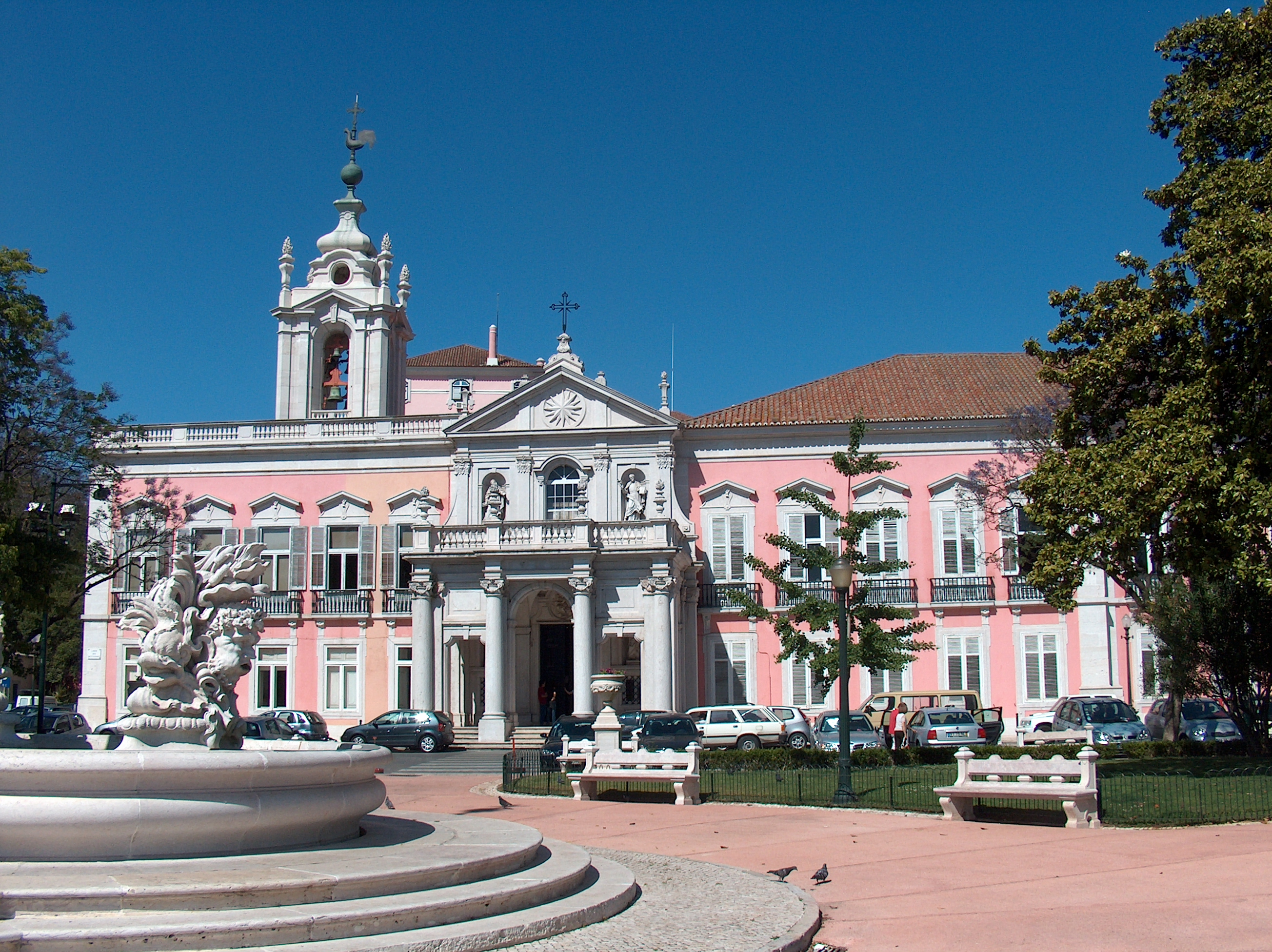
Palácio das Necessidades, Lissabon

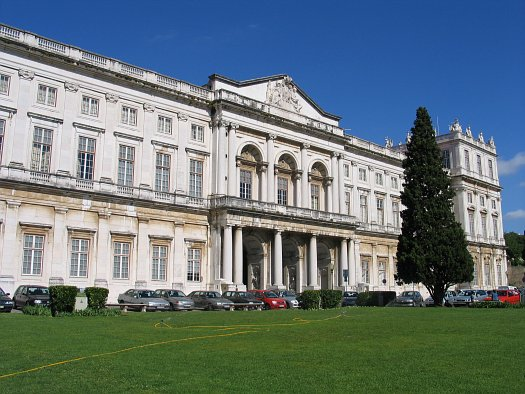
Palácio Real da Ajuda, Lissabon

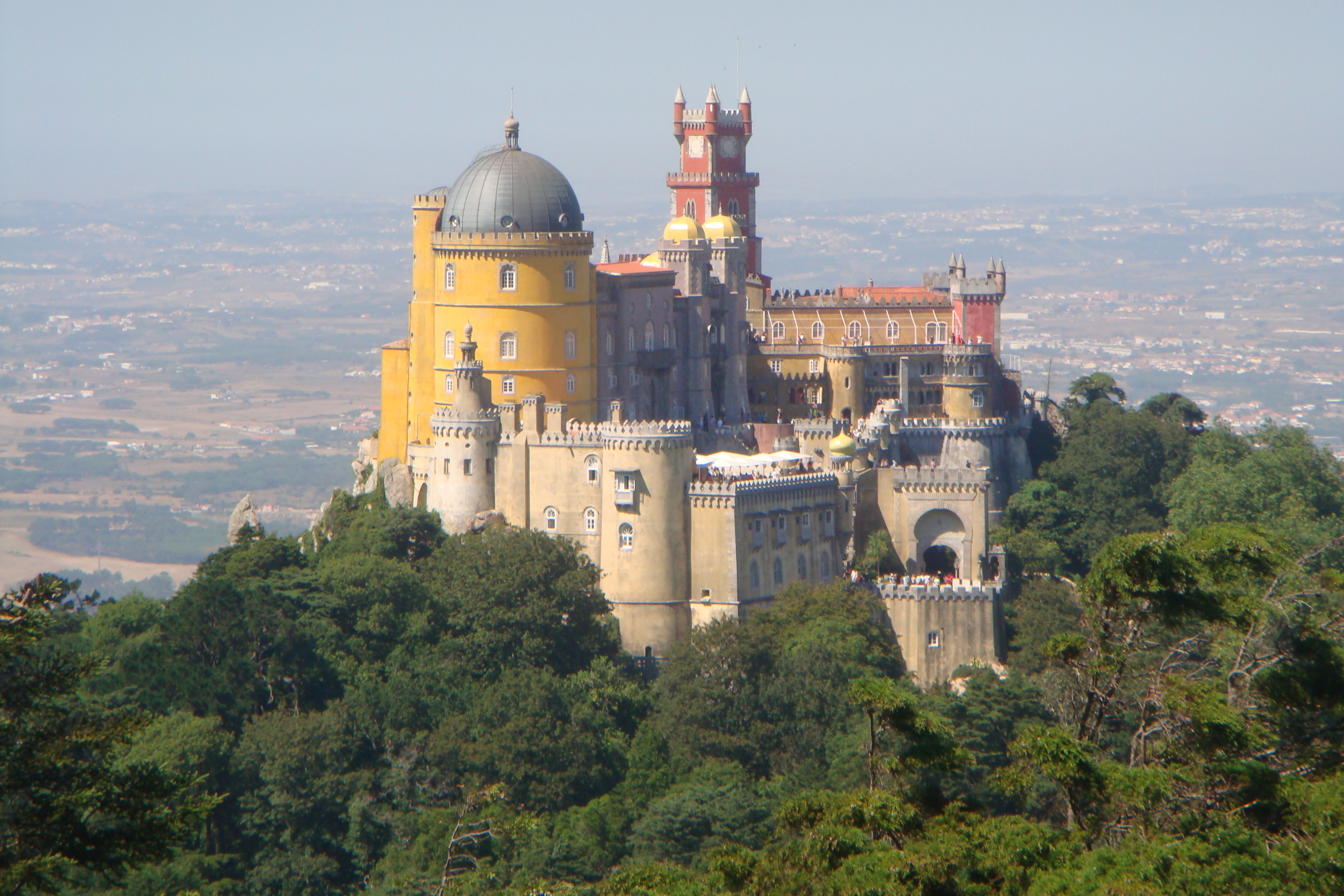
Der Palácio Real da Pena

Von 1706 bis 1750 wurde Portugal von König Johann V., genannt „der Großherzige“ (o Magnânimo), regiert, dem Sohn Peters II. und dessen zweiter Gemahlin, Marie Sophie von der Pfalz. Johann V., der sich Ludwig XIV. von Frankreich zum Vorbild nahm, galt als fähiger, hochgebildeter und vielseitig interessierter Staatsmann. Unter ihm wurde in Portugal der Absolutismus eingeführt, nachdem die Cortes, die portugiesische Ständeversammlung, über die der Adel ursprünglich an der Regierung beteiligt war, schon seit 1696 nicht mehr einberufen worden waren.
1808 musste Prinzregent Johann, der spätere Johann VI., der bereits seit 1792 für seine geisteskranke Mutter Maria I. regierte, Portugal auf der Flucht vor den Truppen Napoleons verlassen. Der königliche Hof siedelte nach Rio de Janeiro über. 1815 wurde Brasilien ein eigenes Königreich, das mit Portugal in Personalunion verbunden war. Nachdem die Engländer Portugal von den napoleonischen Truppen befreit hatten, kehrte Johann auf Aufforderung der Cortes 1821 nach Portugal zurück. Seinen ältesten Sohn und Thronfolger Peter ließ er als Statthalter in Brasilien zurück. Als die Cortes auch Peter zur Rückkehr nach Portugal zwingen und zudem noch den Kolonialstatus für Brasilien wieder einführen wollten, erklärte Peter 1822 die brasilianische Unabhängigkeit und sich selbst als Peter I. zum Kaiser von Brasilien. Seitdem ist das Haus Braganza in eine portugiesische und eine brasilianische Linie gespalten.
In Portugal entbrannte inzwischen ein Kampf zwischen den Liberalen, Anhängern einer konstitutionellen Monarchie, und den Absolutisten, die für eine absolute Monarchie eintraten. Johann neigte den Liberalen zu, während seine Frau und sein jüngerer Sohn Michael für den Absolutismus eintraten. Als Michael gegen seinen Vater putschte, gelang es Johann mit englischer Hilfe, sich gegen Michael zu verteidigen und diesen ins Exil nach Wien zu zwingen.
Als Johann VI. 1826 starb, fiel die portugiesische Krone seinem Sohn Peter, dem Kaiser von Brasilien zu, der als Peter IV. auch den portugiesischen Thron bestieg. Peter war allerdings nicht zu einer Rückkehr nach Portugal bereit und trat deshalb noch im selben Jahr zugunsten seiner minderjährigen Tochter Maria II. zurück. Um die beiden verfeindeten Linien des Hauses Braganza wieder zusammenführen, plante Peter die Hochzeit seines im Exil lebenden Bruders Michael mit Maria und bestimmte ihn zum Regenten. Dieser kehrte daher 1826 nach Portugal zurück.
Michael hatte allerdings andere Pläne. 1828 entthronte er Königin Maria und ließ sich von den Cortes selbst zum König ausrufen. Er war der letzte König, der Portugal als absoluter Monarch regierte. Peter war nicht bereit, den Vertrauensbruch seines jüngeren Bruders hinzunehmen. Er trat 1831 zu Gunsten seines Sohnes Peter II. auch in Brasilien zurück, um sich ganz den portugiesischen Problemen widmen zu können. Er ging nach Europa, nahm den Titel eines Herzogs von Braganza an und begann den Kampf gegen seinen Bruder. Portugal wurde in einen Bürgerkrieg gestürzt (Miguelistenkrieg), der 1834 mit einer Niederlage Michaels endete. Michael musste erneut ins Exil gehen, Maria II. bestieg zum zweiten Mal den portugiesischen Thron; im selben Jahr starb der Herzog von Braganza.

## Das Ende der Herrschaft des Hauses Braganza und Entwicklungen im Exil
Das Haus Braganza hatte sich so in drei Linien gespalten:
- die brasilianische Linie, vertreten durch Kaiser Peter II.;
- die portugiesische Linie, vertreten durch Königin Maria II. und
- die portugiesische legitimistische (miguelitische) Linie im Exil, vertreten durch den Exkönig Michael, der nie auf seinen Thronanspruch verzichtet hat.

## Die brasilianische Linie
Kaiser Peter II. wurde 1889 gestürzt. Seitdem ist Brasilien eine Republik. Mit seinem Tod 1891 starb die brasilianische Linie des Hauses Braganza in männlicher Linie aus. Ihn beerbte seine Tochter, die Prinzessin Elisabeth (Princesa Isabel, 1846–1921), die 1864 Gaston von Orleans, Graf von Eu geheiratet hatte, einen Enkel väterlicherseits des französischen Königs Ludwig Philipp und mütterlicherseits des Herzogs Ferdinand von Sachsen-Coburg-Gotha (der auch Vater des portugiesischen Königs Ferdinand II. war, siehe portugiesische Linie). Über Prinzessin Elisabeth wurde die brasilianische Linie des Hauses Braganza als Haus Orléans-Braganza (Orléans e Bragança) weitergeführt. Der aktuelle (2007) Chef des Hauses ist Dom Luíz Gastão de Orleans e Bragança. Dieser ist somit Thronprätendent und würde brasilianischer Kaiser werden, für den Fall, dass Brasilien die Monarchie mit der ehemals herrschenden Familie wieder einführen sollte. 1993 fand aufgrund von Artikel 2 der Übergangsbestimmungen der neuen brasilianischen Verfassung von 1988 tatsächlich ein Referendum über die Wiedereinführung der Monarchie statt; dabei stimmten aber nur 13 % der stimmberechtigten Brasilianer für die Monarchie.

## Die portugiesische Linie
In Portugal war das Haus Braganza mit dem Tod Peters IV. (in Brasilien Peter I.) 1834 in männlicher Linie erloschen. Seine Tochter, Königin Maria II., heiratete 1836 Ferdinand von Sachsen-Coburg-Gotha. Mit Marias Sohn Peter V. kam 1853 also die portugiesische Linie des Hauses Sachsen-Coburg und Gotha an die Regierung. 1910 wurde der letzte König aus dieser Linie, Manuel II., gestürzt und Portugal zur Republik. Im Vertrag (1912) verbündete sich der abgesetzte Manuel II. mit den Legitimisten/Miguellisten gegen die neue Republik in Portugal. Vor seinem Tode bestimmte er Duarte II. Nuno, einen Abkömmling der miguelitischen Linie, zu seinem Nachfolger. Da er selbst 1932 kinderlos im englischen Exil starb, war damit die portugiesische Linie des Hauses Sachsen-Coburg-Gotha erloschen.

## Die legitimistische/miguelitische Linie
1834 wurde König Michael ins Exil gezwungen. Weder er noch seine Nachkommen gaben ihren Anspruch auf den portugiesischen Thron je auf, sie sahen sich demnach als Gegenkönige gegen Maria II. bzw. die nach ihr regierenden Herrscher des Hauses Sachsen-Coburg-Gotha. Erst 1921 kam es zur endgültigen Versöhnung der beiden verfeindeten Linien. Inzwischen hatte die Revolution von 1910 die Monarchie in Portugal beendet, der letzte portugiesische König Emanuel II. befand sich im Exil in England. Da Emanuel keine Nachkommen hatte, bestimmte er Duarte II. Nuno (1907–1976), Sohn von Michael von Braganza und Enkel König Michaels, zu seinem Nachfolger. Seit 1976 ist dessen Sohn, Duarte III. Pio (* 1945), Chef des königlichen Hauses von Portugal und Herzog von Braganza und somit für den Fall, dass in Portugal die Monarchie wieder eingeführt werden sollte, Thronprätendent.